# Coppa dei Campioni d'Africa 1973
La Coppa dei Campioni d'Africa 1973 è stata la nona edizione del massimo torneo calcistico africano per squadre di club maggiori maschili.

## Risultati

### Primo turno
| Squadra 1         | Totale          | Squadra 2              | Andata | Ritorno |
| ----------------- | --------------- | ---------------------- | ------ | ------- |
| ASEC Mimosas      | 5 - 2           | Mighty Barrolle        | 2 - 1  | 3 - 1   |
| ASFA Dakar        | 4 - 6           | Modèle Lomé            | 2 - 2  | 2 - 4   |
| Horseed           | 3 - 6           | Ismaily                | 3 - 1  | 0 - 5   |
| Kenya Breweries   | 2 - 2 (5-4 dcr) | Tele SC                | 1 - 1  | 1 - 1   |
| CARA Brazzaville  | 3 - 2           | Burundi Sports Dynamic | 1 - 0  | 2 - 2   |
| Fortior Mahajanga | 6 - 3           | Police                 | 5 - 1  | 1 - 2   |
| Mighty Jets       | 2 - 2           | Jeanne d'Arc           | 2 - 1  | 0 - 1   |
| Young Africans    | 2 - 3           | Al-Merrikh             | 1 - 2  | 1 - 1   |

### Secondo turno
| Squadra 1          | Totale          | Squadra 2         | Andata | Ritorno |
| ------------------ | --------------- | ----------------- | ------ | ------- |
| Hafia              | 5 - 5 (3-2 dcr) | ASEC Mimosas      | 2 - 1  | 3 - 4   |
| Stade Malien       | 2 - 1           | Modèle Lomé       | 2 - 1  | 0 - 0   |
| Ismaily            | 5 - 1           | Al-Ahly Tripoli   | 4 - 1  | 1 - 0   |
| Kenya Breweries    | 4 - 3           | Simba             | 3 - 1  | 1 - 2   |
| Léopards de Douala | 2 - 1           | CARA Brazzaville  | 2 - 0  | 0 - 1   |
| Kabwe Warriors     | 7 - 0           | Fortior Mahajanga | 4 - 0  | 3 - 0   |
| Vita Club          | a tav.          | Mighty Jets       | -      | -       |
| Al-Merrikh         | 1 - 4           | Asante Kotoko     | 1 - 1  | 0 - 3   |

### Quarti di finale
| Squadra 1       | Totale | Squadra 2          | Andata | Ritorno |
| --------------- | ------ | ------------------ | ------ | ------- |
| Hafia           | 5 - 6  | Léopards de Douala | 2 - 4  | 3 - 2   |
| Stade Malien    | 1 - 7  | Vita Club          | 0 - 3  | 1 - 4   |
| Kenya Breweries | 1 - 2  | Ismaily            | 0 - 0  | 1 - 2   |
| Kabwe Warriors  | 2 - 3  | Asante Kotoko      | 2 - 1  | 0 - 2   |

### Semifinali
| Squadra 1       | Totale | Squadra 2          | Andata | Ritorno |
| --------------- | ------ | ------------------ | ------ | ------- |
| Vita Club       | 4 - 3  | Léopards de Douala | 3 - 0  | 1 - 3   |
| Kenya Breweries | 1 - 4  | Asante Kotoko      | 0 - 2  | 1 - 2   |

### Finale

#### Andata
| Kumasi 25 novembre 1973                                                                       | Asante Kotoko | 4 – 2                      | Vita Club | Kumasi Stadium |
| \| \| \| \| \| Jabir 8’ Sam 52’, 57’ Acquah 59’ \| Marcatori \| 26’ Maku 65’ (rig.) Mavuba \| |               |                            |           |                |
|                                                                                               |               |                            |           |                |
| Jabir 8’ Sam 52’, 57’ Acquah 59’                                                              | Marcatori     | 26’ Maku 65’ (rig.) Mavuba |           |                |

#### Ritorno
| Kinshasa 16 dicembre 1973                             | Vita Club | 2 – 0 | Asante Kotoko | Stadio 20 maggio |
| \| \| \| \| \| Maku 55’, 77’ Kembo \| Marcatori \| \| |           |       |               |                  |
|                                                       |           |       |               |                  |
| Maku 55’, 77’ Kembo                                   | Marcatori |       |               |                  |